# Arnies Welt
Arnies Welt ist ein deutscher Fernsehfilm von Isabel Kleefeld aus dem Jahr 2005, der auf dem Roman Arnies Welt von Maeve Carels basiert.

## Handlung
Der siebenjährige Arnie verbringt die Ferien auf dem Bauernhof bei seinem Opa und seiner Tante. Eines Tages beobachtet er einen Verkehrsunfall, bei dem ein junger Kripobeamter ums Leben kommt. Kommissar Horst Bäumer erfährt von einem angeblichen Zeugen, dass sein Kollege einem Reh ausgewichen sei und daraufhin die Kontrolle über den Wagen verloren habe. Der kleine Arnie hat allerdings etwas ganz anderes beobachtet, doch nur Hanna, die Frau des Kommissars, Kleptomanin und meistgehasste Person im Ort glaubt ihm. Als Arnie verschwindet, macht sie sich gemeinsam mit dem Postboten Enno auf die Suche.

## Kritiken
„Intensiv gespielter (Fernseh-)Psychothriller.“

„Stimmungsvolles Provinz-Sittengemälde, das sich zum cleveren Krimi mausert. Lakonischer, herrlich gespielter Dorfkrimi.“

„Schrullige Typen, spröder Witz.“

## Auszeichnungen
Der Film wurde im Jahr 2007 mit dem Adolf-Grimme-Preis ausgezeichnet.